# Île de Nantai
L’île de Nantai est une île fluviale chinoise située sur le Min à Fuzhou, dans le Fujian.